# Tir als Jocs Olímpics d'estiu de 1908 - Fossa olímpica per equips
La competició de fossa olímpica per equips va ser una de les quinze proves de programa de Tir dels Jocs Olímpics de Londres de 1908. Es disputà entre el 9 i l'11 de juliol de 1908 i hi van prendre part 24 tiradors procedents de 3 nacions diferents.
La competició es va celebrar en tres rondes, en què cada tirador havia de disparar a 30 aus d'argila en la primera ronda, 20 en la segona i 30 en la tercera. A la fi de cada ronda hi havia diverses eliminacions. El puntuació màxima era de 80 punts.

## Resultats
| Pos. | Nació         | Tirador                          | Puntuació   | Puntuació   | Puntuació | Puntuació |
| Pos. | Nació         | Tirador                          | Sèrie 1     | Sèrie 2     | Sèrie 3   | Total     |
| ---- | ------------- | -------------------------------- | ----------- | ----------- | --------- | --------- |
| 1    | Regne Unit #1 | Total per equip                  | 127         | 96          | 184       | 407       |
| 1    | Regne Unit #1 | Alexander Maunder                | 25          | 18          | 40        | 83        |
| 1    | Regne Unit #1 | James Pike                       | 23          | 22          | 32        | 77        |
| 1    | Regne Unit #1 | Charles Palmer                   | 25          | 12          | 34        | 71        |
| 1    | Regne Unit #1 | John Postans                     | 16          | 14          | 31        | 61        |
| 1    | Regne Unit #1 | Frank Moore                      | 22          | 15          | 23        | 60        |
| 1    | Regne Unit #1 | Peter Easte                      | 16          | 15          | 24        | 55        |
| 2    | Canadà        | Total per equip                  | 114         | 95          | 196       | 405       |
| 2    | Canadà        | Walter Ewing                     | 24          | 19          | 38        | 81        |
| 2    | Canadà        | George Beattie                   | 20          | 18          | 35        | 73        |
| 2    | Canadà        | Arthur Westover                  | 22          | 15          | 35        | 72        |
| 2    | Canadà        | Mylie Fletcher                   | 18          | 13          | 34        | 65        |
| 2    | Canadà        | George Vivian                    | 18          | 12          | 28        | 58        |
| 2    | Canadà        | David McMackon                   | 12          | 18          | 26        | 56        |
| 3    | Regne Unit #2 | Total per equip                  | 106         | 84          | 182       | 372       |
| 3    | Regne Unit #2 | George Whitaker                  | 15          | 18          | 37        | 70        |
| 3    | Regne Unit #2 | Gerald Skinner                   | 17          | 16          | 30        | 63        |
| 3    | Regne Unit #2 | John Butt                        | 19          | 12          | 31        | 62        |
| 3    | Regne Unit #2 | William Morris                   | 18          | 12          | 32        | 62        |
| 3    | Regne Unit #2 | Harold Creasey                   | 20          | 14          | 25        | 59        |
| 3    | Regne Unit #2 | Richard Hutton                   | 17          | 12          | 27        | 56        |
| 4    | Països Baixos | Total per equip                  | desconeguda | desconeguda | —         | 174       |
| 4    | Països Baixos | John Wilson                      | desconeguda | desconeguda | —         | 34        |
| 4    | Països Baixos | Franciscus van Voorst tot Voorst | desconeguda | desconeguda | —         | 34        |
| 4    | Països Baixos | Cornelis Viruly                  | desconeguda | desconeguda | —         | 28        |
| 4    | Països Baixos | Eduardus van Voorst tot Voorst   | desconeguda | desconeguda | —         | 28        |
| 4    | Països Baixos | Rudolph van Pallandt             | desconeguda | desconeguda | —         | 26        |
| 4    | Països Baixos | Reindert de Favauge              | desconeguda | desconeguda | —         | 24        |